# Triglochin stowardii
Triglochin stowardii är en sältingväxtart som beskrevs av Nicholas Edward Brown. Triglochin stowardii ingår i släktet sältingar, och familjen sältingväxter.
Artens utbredningsområde är Western Australia. Inga underarter finns listade.